# Diplocephalus barbiger
Diplocephalus barbiger är en spindelart som först beskrevs av Roewer 1955.  Diplocephalus barbiger ingår i släktet Diplocephalus och familjen täckvävarspindlar. Inga underarter finns listade i Catalogue of Life.